# Foho Haubole
Der Foho Haubole (kurz: Haubole) ist ein osttimoresischer Berg im Verwaltungsamt Bobonaro (Gemeinde Bobonaro). Er hat eine Höhe von 1021 m und liegt im Osten des Sucos Maliubu, im Zentrum der Aldeia Maliubu. Der Berg schiebt sich in die hundert Meter tiefere Ebene im Westen hinaus, während im Osten das Land in Richtung der Ramelau-Berge weiter ansteigt. Eine kleine Straße umrundet den Berg. An ihr liegt auf der Westseite des Berges der Ort Hauboten. Östlich verläuft die Überlandstraße von Maliana nach Atsabe, an der sich das Dorf Maliubu befindet. Nördlich liegt der Ort Manumea.